# Asa Guevara
Asa Guevara (* 20. Dezember 1995 in Port of Spain) ist ein trinidadischer Leichtathlet, der sich auf den 400-Meter-Lauf spezialisiert hat.

## Sportliche Laufbahn
Asa Guevara besuchte das Queen’s Royal College in seiner Geburtsstadt, bevor er ab 2016 an der University of Texas at El Paso in den USA ein Studium der Bewegungslehre aufnahm. Erste internationale Erfahrungen in Wettkämpfen über die 400-Meter-Distanz sammelte er bereits im Jahr 2011. 2012 trat er Ende Juni bei den U18-Meisterschaften Zentralamerikas und der Karibik über 200 Meter an, bei denen er im Finale der fünften Platz belegte. Kurz darauf gewann er die Bronzemedaille über die doppelte Distanz bei den U20-Meisterschaften seines Heimatlandes. Mitte Juli trat er dann auch bei den U20-Weltmeisterschaften in Barcelona an. Während er über 400 Meter bereits nach dem Vorlauf ausschied, zog er später mit der Staffel in das Finale ein, in dem man die Bronzemedaille gewann. 2014 trat Guevara mit der 4-mal-400-Meter-Staffel bei den U20-Zentralamerika- und Karibikmeisterschaften in Mexiko an und konnte mit seinen Staffelkollegen die Bronzemedaille gewinnen. Ende Juli trat er dann in den USA zum zweiten Mal bei U20-Weltmeisterschaften an. Im 400-Meter-Lauf überstand er erneut den Vorlauf nicht, und diesmal verpasste man auch mit der Staffel den Einzug in das Finale.
2017 steigerte Guevara seine 400-Meter-Bestzeit auf 46,31 s. Anfang Februar 2018 lief er in der Halle in Albuquerque eine Zeit von 46,57 s über 400 Meter und qualifizierte sich damit für die Hallenweltmeisterschaften in Birmingham. Dabei gelang es ihm in das Halbfinale einzuziehen, in dem er mit einer Zeit von 46,91 s als Fünfter seines Laufes ausschied. Zwei Tage später bestritt er das Finale mit der 4-mal-400-Meter-Staffel. Als Vierte verpasste man mit Nationalrekord von 3:02,52 min die Medaillenränge nur knapp. Später im Mai lief Guevara in Houston persönliche Bestzeit in 45,26 s, die er seitdem nicht unterbieten konnte. 2019 trat Guevara mit der 4-mal-400-Meter-Staffel bei den IAAF World Relays in Yokohama an, bei denen man sich gegen die Konkurrenz durchsetze. Anfang Oktober nahm er mit dieser Staffel in Doha auch erstmals an Weltmeisterschaften teil, bei denen man in das Finale einzog. Darin belegte man den fünften Platz. Drei Jahre später trat er erneut mit der Staffel bei den Weltmeisterschaften in den USA an und belegte mit ihr abermals den fünften Platz.

## Wichtige Wettbewerbe
| Jahr                            | Veranstaltung                                  | Ort                             | Platz                           | Disziplin                       | Weite / Zeit                    |
| Startet für Trinidad und Tobago | Startet für Trinidad und Tobago                | Startet für Trinidad und Tobago | Startet für Trinidad und Tobago | Startet für Trinidad und Tobago | Startet für Trinidad und Tobago |
| ------------------------------- | ---------------------------------------------- | ------------------------------- | ------------------------------- | ------------------------------- | ------------------------------- |
| 2012                            | U18-Zentralamerika- und Karibikmeisterschaften | San Salvador                    | 5.                              | 200 m                           | 21,49 s                         |
| 2012                            | U20-Weltmeisterschaften                        | Barcelona                       | 35.                             | 400 m                           | 47,93 s                         |
| 2012                            | U20-Weltmeisterschaften                        | Barcelona                       | 3.                              | 4 × 400 m                       | 3:06,32 min                     |
| 2014                            | U20-Zentralamerika- und Karibikmeisterschaften | Morelia                         | 3.                              | 4 × 400 m                       | 3:13,73 min                     |
| 2014                            | U20-Weltmeisterschaften                        | Eugene                          | 41.                             | 400 m                           | 49,48 s                         |
| 2014                            | U20-Weltmeisterschaften                        | Eugene                          | 16.                             | 4 × 400 m                       | 3:12,06 min                     |
| 2018                            | Hallenweltmeisterschaften                      | Birmingham                      | 12.                             | 400 m                           | 46,91 s                         |
| 2018                            | Hallenweltmeisterschaften                      | Birmingham                      | 4.                              | 4 × 400 m                       | 3:02,52 min                     |
| 2019                            | IAAF World Relays                              | Yokohama                        | 1.                              | 4 × 400 m                       | 3:00,81 min                     |
| 2019                            | Weltmeisterschaften                            | Doha                            | 5.                              | 4 × 400 m                       | 3:00,74 min                     |
| 2022                            | Weltmeisterschaften                            | Eugene                          | 5.                              | 4 × 400 m                       | 3:00,03 min                     |

## Persönliche Bestleistungen
Freiluft
- 100 m: 10,53 s, 23. April 2016, Berkeley
- 200 m: 20,51 s, 28. April 2018, Tucson
- 400 m: 45,26 s, 13. Mai 2018, Houston

Halle
- 400 m: 46,47 s, 16. Februar 2019, College Station